# Alfonso Trezza
Alfonso Trezza Hernández (Florida, 22 giugno 1999) è un calciatore uruguaiano, attaccante dell'Arouca.

## Caratteristiche tecniche
È un'ala destra.

## Carriera
Cresciuto nel settore giovanile del Nacional, ha esordito in prima squadra il 27 agosto 2020 in occasione dell'incontro di Primera División Profesional vinto 2-1 contro il Progreso.

## Palmarès
- Campionato uruguaiano: 2

Nacional: 2020, 2022
- Supercopa Uruguaya: 1

Nacional: 2021